# Харківський університет (приватний ВНЗ)
Харківський університет — ТзОВ, приватний вищий навчальний заклад III—IV рівня акредитації, розташований у Харкові. Раніше — Харківський економіко-правовий університет.

## Історія
Університет було створено в 1999 році як приватний заклад освіти. Тоді здійснювали підготовку студентів за трьома спеціальностями: «Правознавство», «Фінанси і кредит» та «Облік і аудит».

## Структура, спеціальності
Університет здійснює підготовку фахівців за напрямами та освітньо-кваліфікаційними рівнями:

6.030401 правознавство — ОКР «бакалавр»;

6.030508 фінанси і кредит — ОКР «бакалавр»;

6.030509 облік і аудит — ОКР «бакалавр».

та за спеціальностями:

7.03040101 правознавство — ОКР «спеціаліст»;

7.03050901 облік і аудит — ОКР «спеціаліст»;

8.03040101 правознавство — ОКР «магістр».
В ХЕПУ діє Коледж, що здійснює підготовку за спеціальністю 5.03040101 «Правознавство» протягом 4 років до освітньо-кваліфікаційного рівня «молодший спеціаліст».

## Керівництво
Президент університету — Орлов Павло Іванович, кандидат юридичних наук, професор;

Перший проректор — Павликівський Віталій Іванович, доктор юридичних наук, професор.

## Цікаві факти
Має для іногородніх та іноземних студентів сучасний житловий будинок (гуртожиток).

## Бібліотека
Загальний обсяг навчально-методичних, наукових і періодичних видань бібліотеки — близько 150 000 прим.